# Christian Wulff

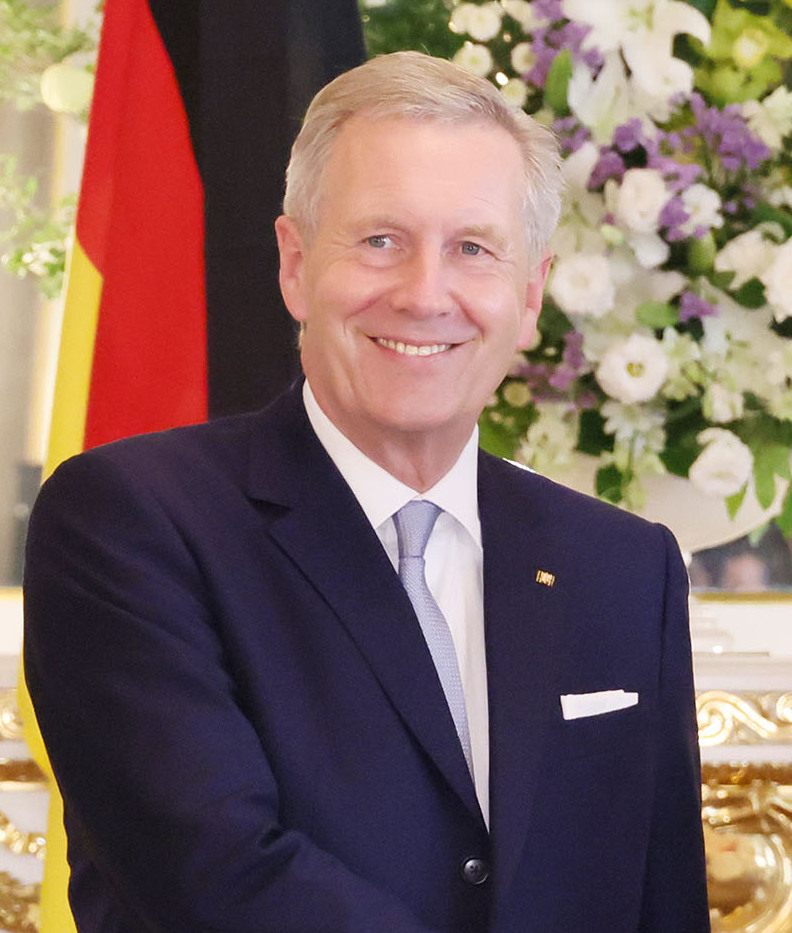
Christian Wulff (2022)

Christian Walter Wilhelm Wulff (* 19. Juni 1959 in Osnabrück) ist ein deutscher Rechtsanwalt und Politiker (CDU). Er war vom 30. Juni 2010 bis zum 17. Februar 2012 der zehnte Bundespräsident der Bundesrepublik Deutschland und trat im Zuge der Wulff-Affäre zurück. Von dem dabei erhobenen  Vorwurf der Vorteilsannahme wurde er 2014 gerichtlich freigesprochen. Von 2003 bis 2010 war Wulff Ministerpräsident des Landes Niedersachsen und von 1998 bis 2010 stellvertretender CDU-Vorsitzender.
Während seiner Amtszeit als Bundespräsident griff Wulff in die Debatte um das Buch Deutschland schafft sich ab von Thilo Sarrazin ein, welches die Integration von Muslimen in Deutschland behandelte. Er positionierte sich dahingehend, dass er betonte, dass der Islam zu Deutschland gehöre. Im Zuge der Eurokrise kritisierte Wulff den Ankauf von Staatsanleihen durch die EZB.
Als früherer Bundespräsident vertritt Wulff Deutschland beispielsweise bei ausländischen Staatsakten wie im Jahr 2017 bei der Beisetzung des thailändischen Königs Bhumibol oder im Jahr 2019 bei der Vereidigung des ukrainischen Präsidenten Wolodymyr Selenskyj. Er ist Vorsitzender des Stiftungsrates der Deutschlandstiftung Integration, Präsident des Deutschen Chorverbandes sowie weiterer Organisationen im In- und Ausland.

## Leben

### Herkunft, Beruf und Ehen

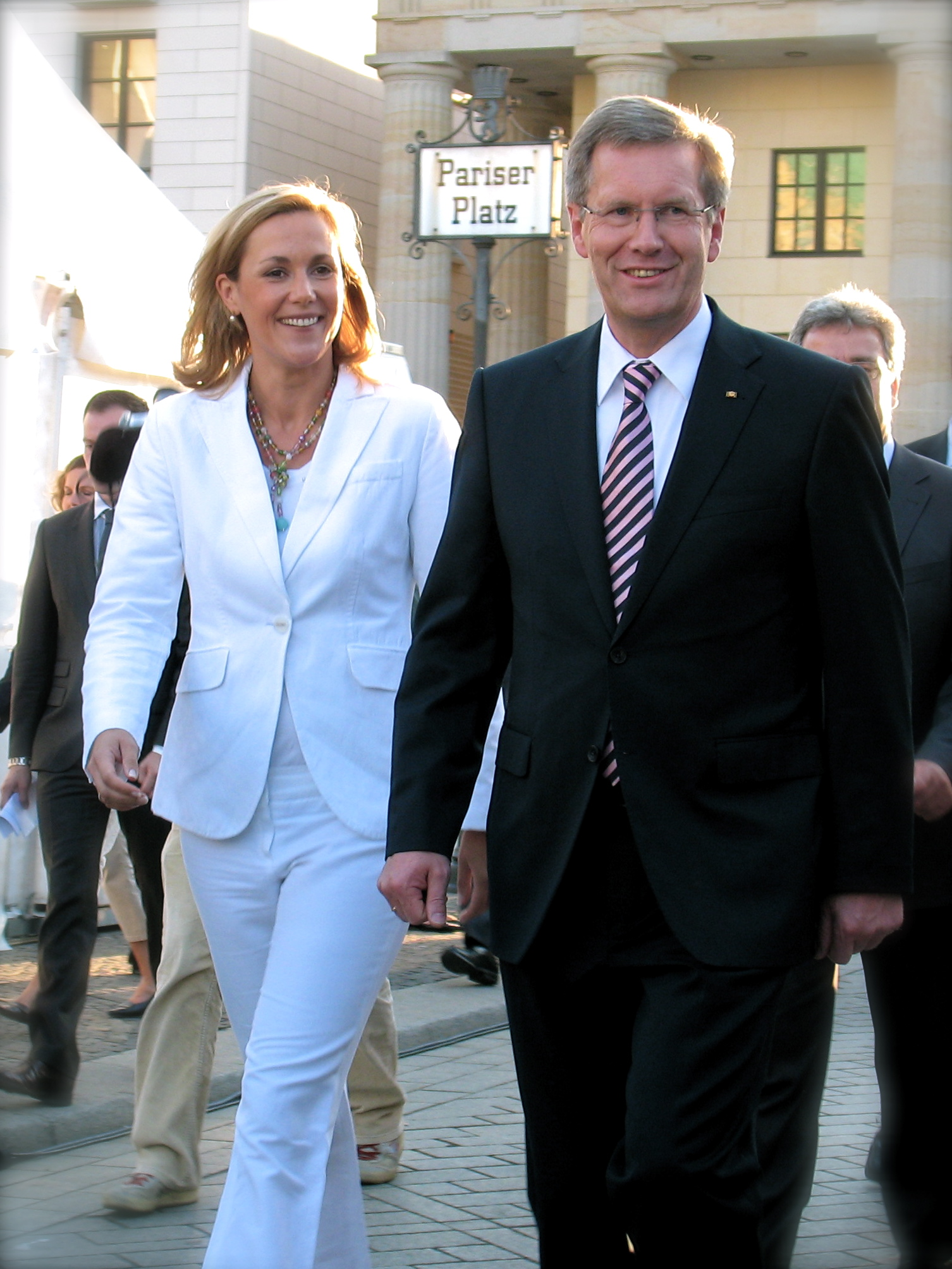
Bettina und Christian Wulff (2010)

Christian Wulff wurde 1959 in Osnabrück als zweites Kind des Juristen und Kaufmanns Rudolf Wulff (1913–1998) und dessen Ehefrau Dagmar Evers (1929–1996) geboren. Sein Großvater väterlicherseits, Wilhelm Wulff, war Historiker und Direktor der Volksschule in Westerkappeln; sein Großvater mütterlicherseits, Walter Evers, war Großhändler für Holzfurniere in Bad Rothenfelde bei Osnabrück.
Wulffs Eltern trennten sich, als er noch kein Jahr alt war. Er wuchs anfangs in Westerkappeln und nach der Scheidung der Eltern bei seiner Mutter in Osnabrück auf. Nachdem sein Stiefvater die Familie verlassen hatte, übernahm Wulff als 18-Jähriger die Pflege der an multipler Sklerose erkrankten Mutter und half bei der Erziehung seiner jüngeren Halbschwester aus der zweiten Ehe seiner Mutter.  Als die Mutter aufgrund schwerer Pflegebedürftigkeit nicht mehr zu Hause versorgt werden konnte und der Haushalt aufgelöst wurde, zog Wulff mit 23 Jahren aus und die 14-jährige Halbschwester wurde von der damals 25-jährigen älteren Schwester aufgenommen und großgezogen.             Eine weitere jüngere Halbschwester hatte Wulff durch seinen Vater; sie starb im Januar 2014 im Alter von 52 Jahren durch einen Verkehrsunfall. Wulff ist römisch-katholisch.
Nach dem Besuch der Elisabethschule und dem Abitur am Ernst-Moritz-Arndt-Gymnasium in Osnabrück, an dem er die zehnte Klasse wiederholte, studierte Wulff Rechtswissenschaften mit wirtschaftswissenschaftlichem Schwerpunkt an der Universität Osnabrück, das er 1987 mit dem ersten juristischen Staatsexamen beendete. Nachdem er 1990 sein Referendariat am Oberlandesgericht Oldenburg mit dem zweiten Staatsexamen abgeschlossen hatte, war er bis 1994 als Rechtsanwalt in einer Anwaltssozietät in Osnabrück tätig.
Im März 2014 eröffnete Wulff eine Rechtsanwaltskanzlei in Hamburg. Von 2015 bis 2018 war seine Kanzlei für das Immobilienunternehmen Corestate Capital tätig. Im Wintersemester 2016/2017 hatte Wulff die Mercator-Gastprofessur an der Universität Duisburg-Essen inne und unterrichtete vor allem im Master-Studiengang Politikmanagement. Von 2016 bis 2018 war seine Kanzlei für den Modehersteller Yargici Deutschland mit Prokura tätig.
1988 heiratete er Christiane Vogt (* 1961), die er während des Jurastudiums in Osnabrück kennengelernt hatte und mit der er eine gemeinsame Tochter hat (* 1993). Das Ehepaar trennte sich 2006 und wurde 2008 geschieden.
2008 heiratete Wulff die PR-Beraterin Bettina Körner, die einen Sohn (* 2003) aus einer früheren Beziehung mit in die Ehe brachte. Aus der Ehe stammt ein weiterer Sohn (* 2008). Sie veröffentlichte im September 2012 eine Autobiographie (Jenseits des Protokolls), die von vielen Seiten kritisiert wurde. Im Buch gab sie private Details bekannt und bezichtigte Christian Wulff, er habe auf ihre Gefühle als eigenständige Frau wenig Rücksicht genommen. Im Januar 2013 trennte sich das Paar. Ab Mai 2015 lebte es wieder zusammen, am 17. Oktober 2015 ließ es sich kirchlich trauen.
Christian Wulff lebte im hannoverschen Stadtteil Waldhausen, bevor er nach Wiederaufnahme der Beziehung zu seiner Frau zurück nach Großburgwedel zog. Im Oktober 2018 trennte sich das Paar erneut, 2020 folgte die Scheidung. Im Juni 2021 wurde bekannt, dass Bettina und Christian Wulff wieder ein Paar waren und zusammenwohnten; im März 2023 heirateten sie erneut standesamtlich. Ende April 2025 gab das Büro Christian Wulffs bekannt, dass sich das Ehepaar „vor längerer Zeit endgültig getrennt“ habe. Am 12. August 2025 wurden beide vom Amtsgericht Burgwedel geschieden.

### Politische Ämter
Wulff trat 1975 in die CDU ein. Hier engagierte er sich zunächst in der Schüler Union, in der er von 1978 bis 1979 niedersächsischer Landesvorsitzender und von 1978 bis 1980 Bundesvorsitzender war. Wulff wird dem sogenannten Andenpakt zugerechnet, einer Gruppe von Unionspolitikern, die sich während einer Reise nach Südamerika zusammenschlossen. Von 1979 bis 1983 gehörte er dem Bundesvorstand der Jungen Union an. Von 1983 bis 1985 war er Landesvorsitzender der Jungen Union Niedersachsen. Seit 1984 gehört er dem Landesvorstand der CDU in Niedersachsen an, von 1994 bis 2008 war er deren Landesvorsitzender. Wulff war vom 7. November 1998 bis zu seiner Wahl zum Bundespräsidenten einer von vier stellvertretenden Bundesvorsitzenden der CDU und ab dem 21. März 2003 Mitglied im Vorstand der Konrad-Adenauer-Stiftung.

#### Rat der Stadt Osnabrück
Von 1986 bis 2001 war Wulff Ratsherr der Stadt Osnabrück und in dieser Zeit von 1989 bis 1994 Beigeordneter sowie Vorsitzender der CDU-Ratsfraktion.

#### Abgeordneter im Niedersächsischen Landtag
Von 1994 bis 2010 war er als direkt gewählter Abgeordneter des Wahlkreises Osnabrück-West Mitglied des Niedersächsischen Landtages (MdL). Von Juni 1994 bis März 2003 war Wulff Vorsitzender der CDU-Landtagsfraktion und somit auch Oppositionsführer im Landtag.
Christian Wulff trat bei den Landtagswahlen in Niedersachsen 1994 und 1998 als CDU-Spitzenkandidat für das Amt des Ministerpräsidenten an. Wegen der historisch schlechten Ergebnisse von 36,4 Prozent (1994) bzw. 35,9 Prozent (1998) für die CDU – den niedrigsten seit etwa vier Jahrzehnten – konnte er sich jedoch nicht gegen den Amtsinhaber Gerhard Schröder durchsetzen, der jeweils eine absolute Mehrheit erreichte.
Als Oppositionsführer im niedersächsischen Landtag warf Wulff im Jahr 1999 dem damaligen Ministerpräsidenten Gerhard Glogowski in einer Sponsoringaffäre vor, „seine Unabhängigkeit und damit seine politische Handlungsfähigkeit“ verloren zu haben, so dass deshalb die Niederlegung des politischen Amts unvermeidlich sei. Wulff ging nach dem Rücktritt Glogowskis noch weiter, indem er forderte, dessen Pension, mindestens aber dessen Übergangsgeld zu kürzen.
Wulff gehörte 2000 im Zusammenhang mit der Düsseldorfer Flugaffäre zu den schärfsten Kritikern des damals amtierenden Bundespräsidenten Johannes Rau und forderte in der Berliner Zeitung im Januar 2000 dessen Rücktritt: „Es ist tragisch, dass Deutschland in dieser schwierigen Zeit keinen unbefangenen Bundespräsidenten hat, der seine Stimme mit Autorität erheben kann. Es handelt sich in Nordrhein-Westfalen offensichtlich um eine Verfilzung mit schwarzen Reise-Kassen jenseits der parlamentarischen Kontrolle. Dies stellt eine Belastung des Amtes und für Johannes Rau dar.“
Der Durchbruch in der niedersächsischen Landespolitik gelang Wulff mit seinem Wahlsieg über den Ministerpräsidenten Sigmar Gabriel bei der Landtagswahl in Niedersachsen 2003. Wulff erzielte 48,3 Prozent der Stimmen. CDU und FDP bildeten eine Koalition. Am 4. März 2003 wurde Wulff zum niedersächsischen Ministerpräsidenten gewählt und führte die aus sieben CDU- und zwei FDP-Ministern bestehende niedersächsische Landesregierung an.
Von Oktober 2006 bis 17. Oktober 2007 war Christian Wulff turnusgemäß Vorsitzender der deutschen Ministerpräsidentenkonferenz.
Nach dem erneuten Wahlsieg der CDU bei der Landtagswahl am 27. Januar 2008 verständigten sich CDU und FDP auf die Fortführung der Koalition unter Wulffs Führung. Die CDU hielt mit 42,5 Prozent der Stimmen trotz Verlusten ihre Rolle als stärkste politische Kraft in Niedersachsen. Wulff wurde am 26. Februar 2008 erneut zum Ministerpräsidenten gewählt.

#### Politik als niedersächsischer Ministerpräsident

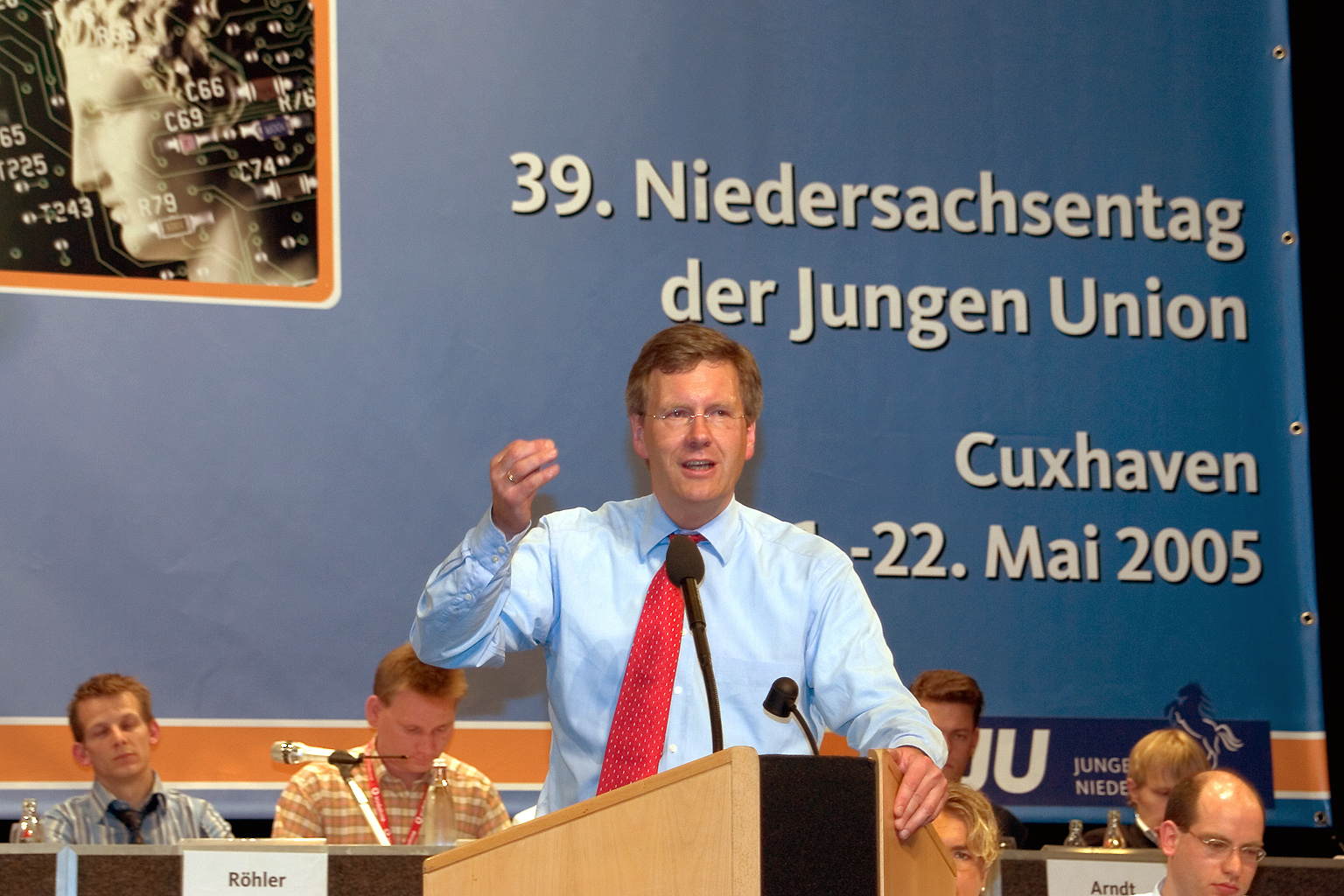
Christian Wulff (2005)

In Niedersachsen setzte Wulff von Anfang an eine rigide Sparpolitik durch, die auch vor sozialen Einschnitten nicht Halt machte. Unter anderem wurden die Ausgaben im Hochschulbereich drastisch gekürzt.
Die Niedersächsische Landeszentrale für politische Bildung (Abkürzung: NLpB) wurde durch einen Kabinettsbeschluss zum 31. Dezember 2004 aufgelöst. Dies führte zu erheblichen Protesten, unter anderem durch die Bundeszentrale für politische Bildung.
Wulff strich ferner im Jahr 2005 die pauschale Blindengeldzahlung. Nach heftiger Kritik des Blindenverbandes und einem drohenden Volksbegehren, für das ein breites Bündnis aus Sozialverbänden mehr als 600.000 Unterschriften sammelte, führte Wulff 2006 die Pauschalzahlung in reduzierter Höhe wieder ein.
Am Anfang seiner Regierungszeit wurde eine Schulstrukturreform durchgeführt, bei der die Orientierungsstufe (fünfte und sechste Klasse) abgeschafft und ein Zentralabitur bereits nach zwölf Schuljahren eingeführt wurde. Die Lernmittelfreiheit wurde ebenfalls abgeschafft. Weiterhin wurden mehr Polizisten zum Zwecke der inneren Sicherheit eingestellt.
Wulff lehnte eine Kreisreform in Niedersachsen ab und favorisierte stattdessen eine interkommunale Zusammenarbeit. Unter der Führung von Wulff führte die Landesregierung in Niedersachsen eine Verwaltungsreform durch, in deren Rahmen die Bezirksregierungen abgeschafft und eine zweistufige Landesverwaltung eingeführt wurde.
Am 17. April 2010 kündigte Wulff eine Kabinettsumbildung an, welche vier der sieben CDU-geführten Ministerien betraf. Die neuen Minister wurden am 27. April 2010 offiziell berufen und vom Landtag bestätigt. Hierzu gehörte Aygül Özkan als erste muslimische Ministerin eines deutschen Kabinetts und Johanna Wanka als erste ostdeutsche Ministerin in einem westdeutschen Kabinett.
Wulff trat für eine Verlängerung der Laufzeit deutscher Atomkraftwerke ein und sprach sich für ein offensiveres Vorgehen der CDU/CSU bei der Debatte zu diesem Thema aus.

#### Bundespräsident

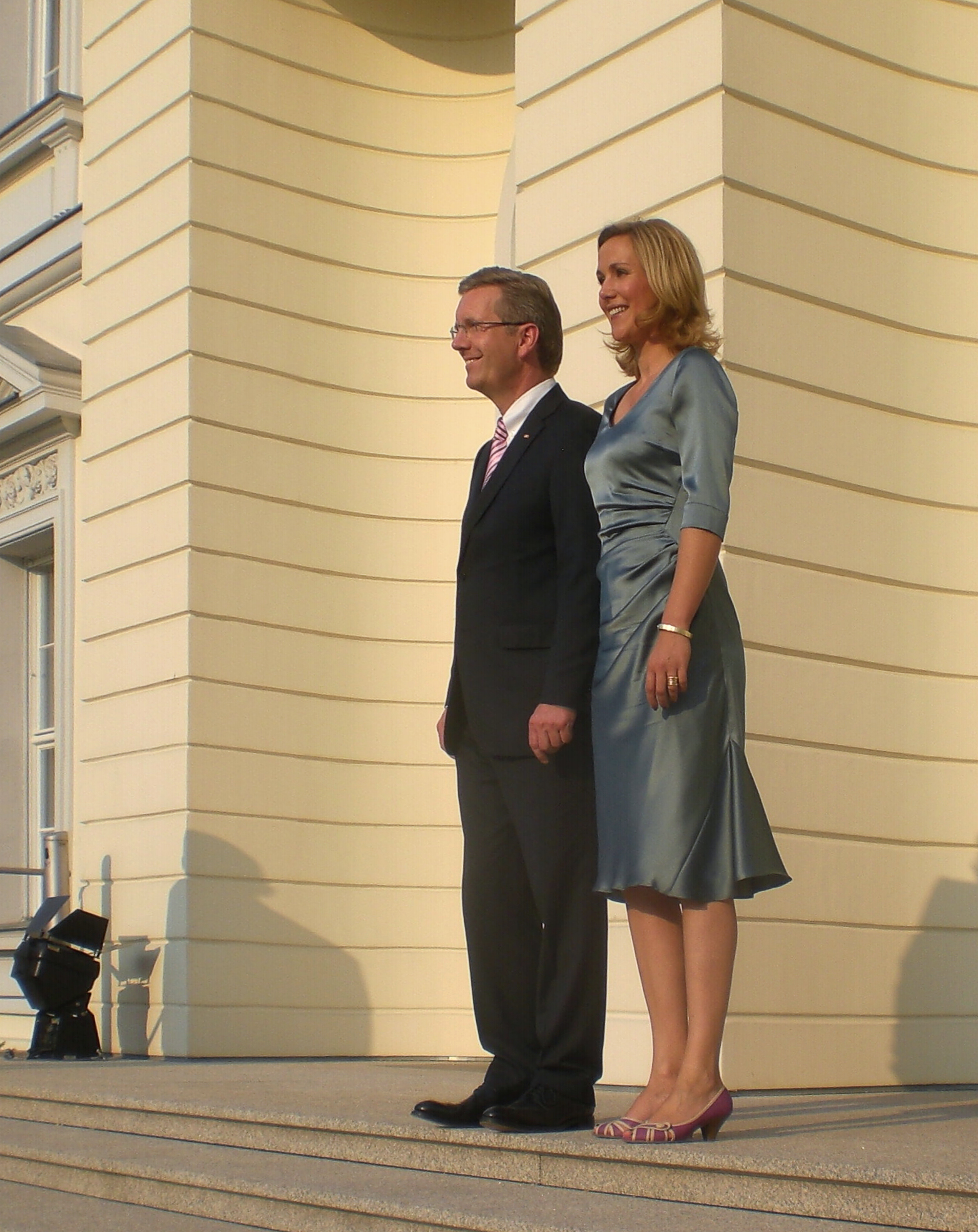
Bundespräsident Wulff mit Gattin vor dem Schloss Bellevue, 2010

Nach dem Rücktritt des Bundespräsidenten Horst Köhler am 31. Mai 2010 wurde Wulff am 3. Juni 2010 als Bundespräsidentschaftskandidat der Regierungskoalition aus CDU/CSU und FDP vorgestellt. Bei der Bundespräsidentenwahl in der 14. Bundesversammlung am 30. Juni 2010 in Berlin trat Wulff gegen Joachim Gauck (Kandidat von SPD und Grünen), Luc Jochimsen (Kandidatin der Linken) und Frank Rennicke (Kandidat der NPD) an. In den ersten zwei Wahlgängen erreichte Wulff völlig unerwartet nicht die erforderliche Mehrheit, obwohl die schwarz-gelbe Regierungskoalition über die absolute Mehrheit verfügte. Dies wurde auf den Umstand zurückgeführt, dass Delegierte der Regierungsparteien ihre Kritik am Regierungskurs bemerkbar machen und den damaligen äußerst schlechten Umfragewerten entgegenwirken wollten. Nachdem Jochimsen und Rennicke im dritten Wahlgang nicht mehr angetreten waren, setzte sich Christian Wulff mit 625 Stimmen gegen Joachim Gauck mit 494 Stimmen durch.
Unmittelbar vor seiner Annahme der Wahl zum Bundespräsidenten trat Wulff von seinem Amt als niedersächsischer Ministerpräsident zurück. Denn ein Bundespräsident darf weder der Regierung noch einer gesetzgebenden Körperschaft des Bundes oder eines Landes angehören. Zu seinem Nachfolger wählte der niedersächsische Landtag am 1. Juli 2010 David McAllister.
Da das Amt des Bundespräsidenten zum Zeitpunkt der Wahl vakant war, trat Wulff sein neues Amt sofort mit Annahme der Wahl an. Wulff war mit 51 Jahren der jüngste in diesem Amt und Bettina Wulff, seine zweite Frau, war die jüngste Gattin eines Bundespräsidenten. Sie symbolisierte mit ihrem Mann nach Ansicht vieler Beobachter ein modernes und auch glamouröses Deutschland. Nach sieben protestantischen Amtsvorgängern war Wulff zudem der erste römisch-katholische Bundespräsident seit Heinrich Lübke. Er ist der erste Bundespräsident, der nach Gründung der Bundesrepublik Deutschland in dieser geboren wurde.

##### Positionierung zu Muslimen in Deutschland
Wulff sprach bei seiner Vereidigung als Bundespräsident am 2. Juli 2010 von der Notwendigkeit, auf andere Kulturen zuzugehen in „unserer bunten Republik Deutschland“.
Einen Monat nach dem Erscheinen von Thilo Sarrazins Buch Deutschland schafft sich ab griff Wulff die dadurch geschürte Debatte zur Integration der Muslime in Deutschland in seiner Bremer Rede zum 20. Jahrestag der Deutschen Einheit am 3. Oktober 2010 auf:

„Zuallererst brauchen wir aber eine klare Haltung. Ein Verständnis von Deutschland, das Zugehörigkeit nicht auf einen Pass, eine Familiengeschichte oder einen Glauben verengt, sondern breiter angelegt ist. Das Christentum gehört zweifelsfrei zu Deutschland. Das Judentum gehört zweifelsfrei zu Deutschland. Das ist unsere christlich-jüdische Geschichte. Aber der Islam gehört inzwischen auch zu Deutschland.“

Als er am 19. Oktober 2010 als erstes deutsches Staatsoberhaupt vor der Nationalversammlung der Türkei sprach, sagte er:

„Ich ermutige alle in meiner Heimat, sich verantwortungsvoll einzubringen. Als ihr aller Präsident fordere ich, dass jeder Zugewanderte sich mit gutem Willen aktiv in unsere deutsche Gesellschaft einfügt.“

Weiter sprach er davon, dass „in Deutschland ausgebildete islamische Religionslehrer und deutsch sprechende Imame zu einer erfolgreichen Integration beitragen“ (siehe dazu auch Religionsunterricht in Deutschland#Islam).
Auf dem Evangelischen Kirchentag im Juni 2011 bekräftigte er den Satz, dass der Islam zu Deutschland gehöre. Er habe dies gesagt, um die Muslime aus der „gesellschaftlichen Ecke“ zu holen.
Christian Wulff gehörte zu den ersten Politikern, die sich für Falschermittlungen im Bezug auf den Nationalsozialistischen Untergrund entschuldigten.

##### Positionierung zur Euro-Krise
In mehreren Reden kritisierte Wulff 2011 angesichts der Eurokrise Aktivitäten von Spitzenpolitikern, EZB und Medien massiv.
Zu seinen Positionen zählte, die Lasten der Krise müssten nun fair verteilt werden. Wulff hielt den massiven Aufkauf von Anleihen einzelner Staaten durch die EZB für „rechtlich bedenklich“. Artikel 123 des Vertrags über die Arbeitsweise der Europäischen Union verbiete der EZB den unmittelbaren Erwerb von Schuldtiteln, um die Unabhängigkeit der Notenbank zu sichern:

„Dieses Verbot ergibt nur dann Sinn, wenn die Verantwortlichen es nicht durch umfangreiche Aufkäufe am Sekundärmarkt umgehen.“

„Wer heute die Folgen geplatzter Spekulationsblasen allein mit Geld und Garantien zu mildern versucht, verschiebt die Lasten zur jungen Generation und erschwert ihr die Zukunft. All diejenigen, die das propagieren, handeln nach dem Motto: Nach mir die Sintflut.“

Indirekt wandte der Bundespräsident sich auch gegen EU-Anleihen („Euro-Bonds“) durch seine Fragen: „Mit wem würden Sie persönlich einen gemeinsamen Kredit aufnehmen?“ „Für wen würden Sie persönlich bürgen?“ Für den Partner oder die eigenen Kinder sei dies üblich, aber schon bei der eigenen Verwandtschaft werde es schwieriger. „Auf dem Deutschen Bankentag hatte ich den Finanzsektor bereits gewarnt. Wir haben weder die Ursachen der Krise beseitigt, noch können wir heute sagen: Gefahr erkannt – Gefahr gebannt. Wir sehen tatsächlich weiter eine Entwicklung, die an ein Domino-Spiel erinnert: Erst haben einzelne Banken andere Banken gerettet, dann haben Staaten vor allem ihre Banken gerettet, jetzt rettet die Staatengemeinschaft einzelne Staaten. Da ist die Frage nicht unbillig: Wer rettet aber am Ende die Retter? Wann werden aufgelaufene Defizite auf wen verteilt beziehungsweise von wem getragen?“
Zur Frage einer Staatsinsolvenz: „Selbst der Bürge kann sich unmoralisch verhalten, wenn er die Insolvenz nur hinauszögert.“ Es sei „ein großes Missverständnis, Solidarität allein an der Bereitschaft zu bemessen, andere finanziell zu unterstützen“.

##### Kritik am Demokratieabbau
In einem Interview im Juni 2011 kritisierte Wulff im Zusammenhang mit der Eurokrise und dem ESM das Tempo und die Art und Weise der politischen Entscheidungsfindung, die oft am Parlament vorbei gehe. „Dort finden die großen Debatten nicht mit ergebnisoffenem Ausgang statt, sondern es wird unter einigen wenigen etwas vereinbart und durch Kommissionen neben dem Parlament vorentschieden.“
Stattdessen hafte die Politik zu sehr den Interessen der Banken und der Stimmung in den Medien an. „Sie darf sich nicht abhängig fühlen und sich am Nasenring durch die Manege führen lassen, von Banken, von Ratingagenturen oder sprunghaften Medien.“

##### Rücktritt
Nach 598 Tagen trat Wulff am 17. Februar 2012 vom Amt des Bundespräsidenten zurück. Er begründete seinen Schritt mit geschwundenem Vertrauen. Einen Tag zuvor hatte die Staatsanwaltschaft Hannover die Aufhebung seiner Immunität wegen Verdachts der Vorteilsannahme beantragt, um Ermittlungen beginnen zu können. Anlass der Ermittlungen waren Medienberichte im Rahmen der Wulff-Affäre unter anderem über die Frage, ob der Filmproduzent David Groenewold 2007 Wulffs Hotelkosten für ein Wochenende auf Sylt übernommen hatte. In diesem Zusammenhang berichtete die Bild-Zeitung am 8. Februar von angeblichen Vertuschungsversuchen Groenewolds, was als Initialzündung für den Antrag auf Aufhebung der Immunität des Staatsoberhauptes sowie für die Einleitung des Ermittlungsverfahrens am 16. Februar gilt. So berichtete Generalstaatsanwalt Frank Lüttig in einem Interview, der Zeitpunkt für ein Ermittlungsverfahren sei „in dem Moment“ gekommen, „als in der Presse zu lesen war, dass David Groenewold versucht, Beweise aus der Welt zu schaffen“. Auf den Bericht der Bild-Zeitung hätte sich die Staatsanwaltschaft aber nach Ansicht des Rechtsanwalts Ulrich Sauer gar nicht stützen dürfen. Denn am 14. Februar hatte das Landgericht Köln eine einstweilige Verfügung erlassen, in der sie dem Blatt untersagte, weiter zu verbreiten, Groenewold habe im Sylter Hotel gefordert, ihm Rechnungen und Belege auszuhändigen, und dass „offenbar ein weiterer Luxus-Urlaub vertuscht“ werden solle.

##### Diskussion um Ehrensold
Nach dem Rücktritt wurde öffentlich diskutiert, ob Wulff Anspruch auf das für Ex-Bundespräsidenten zustehende Ruhegehalt („Ehrensold“) hat.
Anfang März 2012 teilte das zuständige Bundespräsidialamt mit, Wulff werde den Ehrensold erhalten. Wulff bezieht seit 2017 jährlich einen Ehrensold von 236.000 € brutto.

##### Großer Zapfenstreich
Am 8. März 2012 wurde Christian Wulff mit einem Großen Zapfenstreich der Bundeswehr in Berlin verabschiedet. Bundeskanzlerin Angela Merkel, einige Mitglieder der damaligen Bundesregierung und andere nahmen daran teil.
Vier Bundestagsvizepräsidenten und die vier anderen damals noch lebenden Bundespräsidenten a. D. (Horst Köhler, Roman Herzog, Richard von Weizsäcker, Walter Scheel) sagten ihre Teilnahmen ab, ebenso der damalige Präsident des Bundesverfassungsgerichts Andreas Voßkuhle und der damalige Vizepräsident Ferdinand Kirchhof.

### Wirken als Bundespräsident a. D.
Als Altbundespräsident ist Wulff regelmäßig Repräsentant Deutschlands in Vertretung des Bundeskanzlers oder des amtierenden Bundespräsidenten. Er vertrat Deutschland unter anderem bei folgenden Staatsakten und Zeremonien:
- Januar 2015: Trauerfeier zur Beisetzung von König Abdullah  (Saudi-Arabien, Riad).[68][69]
- Dezember 2015: Amtseinführung des argentinischen Präsidenten Mauricio Macri (Argentinien, Buenos Aires).[70][71]
- November 2016: Investitionskonferenz in Tunesien „Tunisia 2020“ (Tunesien, Tunis).[72][73]
- Februar 2017: Eröffnung der Kunstausstellungen im Rahmen des Deutsch-Katarischen Kulturjahres (Katar, Doha).[74]
- Oktober 2017: Trauerfeier zur Beisetzung von König Bhumibol (Thailand, Bangkok).[75][76]
- November 2017: Deutsch-Japanisches Forum (Tokyo, Japan).[77]
- Mai 2018: Besuch der Universität Hefei (Hefei, China).[78]
- Mai 2019: Amtseinführung des ukrainischen Präsidenten Selenskyj (Ukraine, Kiew).[79]
- November 2019: Ehrung des ehemaligen Präsidenten der UdSSR Michail Gorbatschow anlässlich des 30. Jahrestags des Mauerfalls und der friedlichen Revolution in der DDR (Moskau, Russland).[80][81][82]
- Januar 2020: Kondolenzbesuch für den verstorbenen Sultan Qabus ibn Said und Antrittsbesuch beim neuen Sultan Haitham ibn Tariq (Oman).[83]
- Oktober 2020: Audienz bei Papst Franziskus anlässlich der Enzyklika Fratelli tutti.[84][85]
- September 2022: Amtseinführung des kenianischen Präsidenten William Ruto.[86]
- September 2022: Trauerfeier zur Beisetzung des ehemaligen japanischen Ministerpräsidenten Shinzo Abe.[87]
- Juni 2023: Amtseinführung des wiedergewählten türkischen Präsidenten Recep Tayyip Erdogan.[88]
- September 2024: Amtseinführung der mexikanischen Präsidentin Claudia Sheinbaum.[89]
- Oktober 2024: Amtseinführung des indonesischen Präsidenten Prabowo Subianto.[90]
- Januar 2025: Amtseinführung des ghanaischen Präsidenten John Dramani Mahama.[91]

### Gesellschaftliche Ämter
Wulff ist Ehrensenator der Europäischen Akademie der Wissenschaften und Künste.

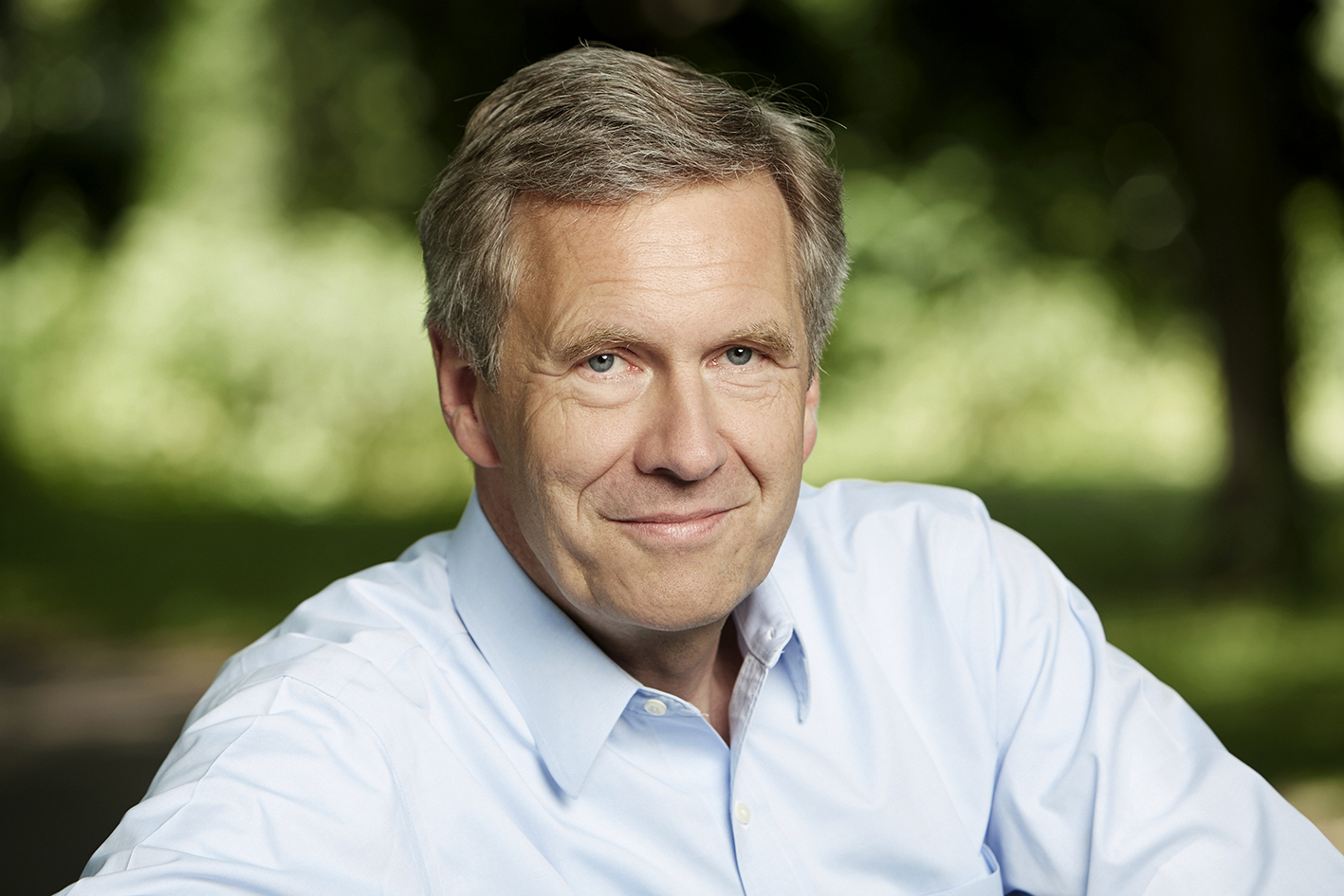
Christian Wulff im Jahr 2014

Wulff ist einer der Schirmherren der Initiative Schüler Helfen Leben, der Deutschen Multiple-Sklerose-Gesellschaft und der Initiative „Mutmacher der Nation“. Er ist außerdem Schirmherr der Deutschen Welthungerhilfe, der Stiftung „Eine Chance für Kinder“, die die Lebensbedingungen von sozial benachteiligten Frauen und Kindern verbessern will, des KidCourage-Preises, der engagierte Kinder und Jugendliche des Landkreises und der Stadt Osnabrück für besonderes soziales Verhalten öffentlich auszeichnet, der niedersächsischen Sportstiftung, die Aktivitäten zugunsten des Breiten-, Leistungs-, Behinderten- und Nachwuchssports in Niedersachsen fördert, und der niedersächsischen Tafeln, die Lebensmittel an Bedürftige verteilen. Außerdem ist er als führende Persönlichkeit in der Vereinigung Atlantik-Brücke, die sich für stärkere Beziehungen Deutschlands zu den USA einsetzt, aktiv.
In seiner Amtszeit als Bundespräsident war er Schirmherr der Deutschen Lebens-Rettungs-Gesellschaft (DLRG).
Als Niedersächsischer Ministerpräsident gehörte Wulff auch dem Aufsichtsrat der Volkswagen AG an.
Christian Wulff wurde am 29. August 2014 in Hamburg zum Präsidenten des Euro-Mediterran-Arabischen Ländervereins (EMA) gewählt. Ziel dieses Vereins ist eine engere Wirtschaftskooperation mit den Ländern der Mittelmeer- und Nahostregion. In dieser Organisation tritt Wulff für den Dialog der Kulturen ein. Auch mit Zuwanderung und der Integration von Zuwanderern befasst man sich in der EMA.
Seit Anfang 2014 engagiert er sich zudem als Mentor bei der Deutschlandstiftung Integration. Seit 2017 ist er Vorsitzender des Stiftungsrates. 2018 wurde er zum Präsidenten des Deutschen Chorverbands gewählt.
Wulff ist Mitglied des Kuratoriums der DFL Stiftung.

### Auszeichnungen
Im Sommer 1995 wählte das Weltwirtschaftsforum in Davos Wulff zu einem der „100 Global Leaders for Tomorrow“.
Im November 2003 erhielt Wulff den Deutschen Mittelstandspreis der Düsseldorfer Verlagsgruppe markt intern „für seinen herausragenden und überzeugenden Einsatz sowie seine klaren Positionen zum Wohle des Mittelstandes“.
Im Oktober 2006 verliehen der Bund der Selbständigen und die „Bundesvereinigung mittelständischer Unternehmer“ ihm (zusammen mit Hugo Müller-Vogg) den Deutschen Mittelstandspreis „wegen seiner Wirtschaftspolitik, die sich vorwiegend an mittelständischen Strukturen orientiert und seines Eintretens für eine christlich-konservative Wertevermittlung an Kinder und Jugendliche“.
Stellvertretend für die damalige Regierung des Landes Niedersachsen (Kabinett Wulff I)
wurde Wulff im Jahr 2005 der Negativpreis Big Brother Award in der Kategorie „Behörden und Verwaltung“ für die Auflösung der Datenschutzaufsicht in Niedersachsen verliehen.
Wulff wurde im Jahr 2006 vom Deutschen Krawatteninstitut als Krawattenmann des Jahres ausgezeichnet. 2007 verlieh die Tongji-Universität Shanghai ihm die Ehrendoktorwürde. Am 15. April 2011 wurde ihm der Leo-Baeck-Preis des Zentralrats der Juden in Deutschland zugesprochen und im Oktober 2011 ernannte ihn die japanische Universität Tsukuba zum Ehrendoktor.
Im März 2014 wurden Wulff die Insignien der Ehrenbürgerwürde der türkischen Stadt Tarsus überreicht. Tarsus ist der Geburtsort des Apostels Paulus und seit 1991 Partnerstadt von Langen.
Im Juni 2022 erhielt Wulff die Ehrenbürgerwürde seiner Heimatstadt Osnabrück. Die Laudatio hielt Frank-Walter Steinmeier.

### Wulff-Affäre

#### Überblick
Die Wulff-Affäre begann im Dezember 2011, mit indirekten Vorläufern in den Monaten davor, und führte zu Wulffs Rücktritt als Bundespräsident am 17. Februar 2012. Es ging zunächst um den Vorwurf, im niedersächsischen Landtag eine Anfrage, die mit der Kreditfinanzierung seines Eigenheims zusammenhing, unzutreffend beantwortet zu haben (sog. Kreditaffäre). Dann wurde Wulff vorgeworfen, er habe versucht, die Berichterstattung darüber zu verhindern (sog. Medienaffäre). In der Folge wurden immer wieder neue Vorwürfe wegen früherer Verhaltensweisen aus Wulffs Zeit als Ministerpräsident erhoben. Die Staatsanwaltschaft Hannover nahm schließlich unter anderem wegen einer Urlaubsreise nach Sylt, die David Groenewold bezahlt haben soll, Ermittlungen wegen Verdachts der Vorteilsannahme auf und beantragte die Aufhebung von Wulffs Immunität als Bundespräsident. Wulff trat daraufhin zurück.
Manche Rechtswissenschaftler sahen in Wulffs Verhalten Verstöße gegen das Grundgesetz und das niedersächsische Ministergesetz, insbesondere in der Annahme des verbilligten Privatkredits und gingen teilweise von der strafrechtlichen Relevanz der Vorwürfe aus; andere sahen keine Rechtsbrüche und warfen die Frage der Verhältnismäßigkeit auf. Wulff selbst war der Ansicht, keine Rechtsverstöße begangen zu haben, was durch die Ermittlungen der Staatsanwaltschaften und im Gerichtsverfahren bestätigt wurde. Im August 2013 wurde eine Anklage gegen Wulff und Groenewold wegen Vorteilsannahme bzw. Vorteilsgewährung von einem Gericht in Hannover zugelassen.

#### Verlauf
Ende 2011 wurden in der Presse Vorwürfe erhoben, Wulff habe eine Anfrage im niedersächsischen Landtag im Jahr 2010 falsch beantwortet. In der Frage ging es um geschäftliche Beziehungen zum Unternehmer Egon Geerkens. Wulff hatte geschäftliche Beziehungen verneint. Die Bild-Zeitung ermittelte jedoch, dass Wulff für den Kauf eines Hauses in Großburgwedel im Jahr 2008 einen Kredit über 500.000 Euro von der Ehefrau des Unternehmers erhalten hatte. Geerkens teilte später dem Nachrichtenmagazin Spiegel mit, er habe die Verhandlungen über den Kredit geführt und sei an dessen Abwicklung beteiligt gewesen.
Als Wulff von der geplanten Berichterstattung durch die Bild erfuhr, rief er bei mehreren führenden Persönlichkeiten des Axel-Springer-Verlags an und drohte unter anderem mit einer Strafanzeige. Die Bild-Zeitung sah eine Mailbox-Nachricht Wulffs an Kai Diekmann als Versuch, die Berichterstattung zu unterbinden. Nach eigenen Angaben wollte Wulff hingegen die Berichterstattung lediglich verzögern. Am 25. Februar 2014 veröffentlichte die Bild-Zeitung eine Abschrift der Mailbox-Nachricht.
Das Gros der Medien wertete diesen Anruf als „Angriff auf die Pressefreiheit“ und präsentierte die BILD-Zeitung als Leuchtfeuer des investigativen Journalismus. Unter dem Titel „BILD und Wulff – ziemlich beste Partner“ ist eine Fallstudie der Otto Brenner Stiftung (OBS) erschienen. Der Medienwissenschaftler Hans-Jürgen Arlt und der Publizist Wolfgang Storz haben die letzten fünf Jahre der BILD-Berichterstattung über Christian Wulff ausgewertet. Die Studie zeigt die dubiose Rolle, welche die BILD in der Wulff-Affäre gespielt hat, und wie sie Wulffs Anruf manipulativ nutzte.
Die Berichte über diese Vorgänge lösten eine Reihe weiterer Recherchen aus. Kritisiert wurde, dass Wulff mehrfach Urlaubseinladungen von Managern und Unternehmern angenommen habe. Wulff gab an, die aus seiner Sicht freundschaftlichen Einladungen hätten keinen Bezug zu seiner Amtsführung gehabt. Ein weiterer Vorwurf betraf die Finanzierung des privaten Wirtschaftstreffens „Nord-Süd-Dialog“, da die Antwort der Regierung Wulff auf eine diesbezügliche Anfrage des Landtags unrichtig gewesen sei. Der Veranstalter dieses Treffens, der Eventmanager Manfred Schmidt, hatte zudem Wulffs Feier nach dessen Wahl zum Bundespräsidenten finanziert. Auch wurde bekannt, dass Geerkens Mandant jener Anwaltskanzlei war, bei der Wulff bis 2011, zunächst als angestellter Anwalt und zuletzt als freier Mitarbeiter, tätig war. Diese Beziehung wird teils als „geschäftliche Beziehung“ im Sinne der Anfrage des Landtags aus dem Jahr 2010 angesehen. Schließlich wurde Anfang Februar 2012 bekannt, dass der Filmproduzent David Groenewold mehrfach Reiserechnungen für Wulff bezahlt hatte; Wulff erklärte, er habe die Kosten stets nachträglich in bar erstattet.
Vor allem diesen letzten Vorwurf nahm die Staatsanwaltschaft Hannover zum Anlass, Ermittlungen gegen Wulff wegen Vorteilsannahme aufzunehmen.
Vorteilsannahme ist eine nach deutschem Strafrecht strafbare Handlung. Sie liegt gemäß § 331 StGB dann vor, wenn ein Amtsträger oder ein für den öffentlichen Dienst Verpflichteter für sich oder für einen Dritten für die Dienstausübung einen Vorteil fordert, sich versprechen lässt oder annimmt. Medien berichteten, dass „strafrechtliche Ermittlungen“ gegen Wulff aufgenommen wurden.
Staatsanwaltschaften sind weisungsgebunden; ihr Vorgesetzter war Bernd Busemann (CDU, bis zu den Landtagswahlen Anfang 2013).
Schon vorher forderten mehrere Politiker, Journalisten und (Rechts-)Wissenschaftler öffentlich Wulffs Rücktritt. In der Bevölkerung plädierte nach Angaben von Infratest dimap seit Mitte Januar 2012 eine Mehrheit für einen Rücktritt.
Im Korruptionsprozess gegen Wulffs ehemaligen Pressesprecher Olaf Glaeseker hatte Wulff als Zeuge ausgesagt, nur vage über dessen Reisen in französische und spanische Urlaubsdomizile des Eventmanagers Manfred Schmidt informiert gewesen zu sein. Glaeseker sei für ihn in seinen Urlauben nicht erreichbar gewesen. Glaeseker widersprach Wulff Mitte November 2012 im Rahmen des Prozesses und wies auf das Reisetagebuch seiner Ehefrau mit mehreren Eintragungen zu Telefon-, SMS- oder Fax-Kontakten zwischen Wulff und Glaeseker hin.
2013 veröffentlichte der Journalist Michael Götschenberg ein Buch mit Hintergrundinformationen zu Wulffs Aufstieg und Fall. Er thematisierte die Rolle einzelner Medien in der Affäre und ging u. a. der Frage nach, wie es zum Bruch zwischen Wulff und Bild-Zeitung kam, nachdem Wulff jahrelang ein Bild-Liebling war. Er kritisierte, dass Medien Vorgänge gezielt skandalisieren, beispielsweise zur Auflagensteigerung, bzw. im Fall Wulff skandalisiert hätten. Bereits im Januar 2012 hatte Burkhard Ewert in der Neuen Osnabrücker Zeitung die Auffassung vertreten, der Fall Wulff sei auch eine Affäre der Medien.
Im Nachhinein wurde auch von etlichen anderen Beobachtern die Ansicht vertreten, die Ermittlungen seien überzogen gewesen. Heribert Prantl von der Süddeutschen Zeitung, früher selbst Staatsanwalt, bezeichnete das Strafverfahren als „ein Muster für Unverhältnismäßigkeit“. Daran sei vor allem die Staatsanwaltschaft Hannover schuld, weil sie nicht die Souveränität gehabt habe, das Verfahren nach exzessiven Ermittlungen ohne Wenn und Aber einzustellen. Und nach Anklage und mündlicher Verhandlung habe sie nicht den Schneid gehabt, den Freispruch für Wulff selbst zu beantragen. „Das wäre eine gute, eine versöhnliche rechtsstaatliche Geste gewesen.“
Der Bonner Rechtsanwalt und Verfassungsrechtler Gernot Fritz, der bis 1999 stellvertretender Leiter des Bundespräsidialamts gewesen war, erstattete im Juni 2014 wegen des Verdachts der Rechtsbeugung und der Verletzung von Privatgeheimnissen durch Amtsträger Strafanzeige. Die Dauer und Intensität der Ermittlungstätigkeit sowie die Anzahl der Zeugenvernehmungen, Durchsuchungen und grundrechtseinschränkenden Maßnahmen hätten den Verdacht aufgedrängt, dass die Strafverfolgungsbehörden sich nicht auf die gebotene Sachverhaltsaufklärung beschränkt, sondern das Ziel verfolgt hätten, die rechtlich gebotene Einstellung des Ermittlungsverfahrens zu vermeiden, indem ständig neue, zur Erhärtung des Tatvorwurfs nicht naheliegende, aber trotzdem nachdrücklich rufschädigende Spuren verfolgt worden seien. Dadurch sei das Gebot der Verhältnismäßigkeit verletzt worden. Zudem seien immer wieder belastende Ermittlungsergebnisse und Unterstellungen an die Medien gelangt.

### Strafprozess und Freispruch wegen Vorteilsannahme
Am 9. April 2013 lehnte Wulff das Angebot der Staatsanwaltschaft ab, das Verfahren nach § 153a StPO gegen die Auflage der Zahlung von 20.000 Euro einzustellen.
Am 12. April 2013 erhob die Staatsanwaltschaft Hannover daraufhin Anklage wegen Bestechlichkeit beim Landgericht Hannover. Ein Jahr lang hatten 24 Staatsanwälte und Ermittlungsbeamte an dem Fall gearbeitet und zunächst gegen Wulff und Groenewold nur wegen des Verdachts der Vorteilsnahme und der Vorteilsgewährung ermittelt. Es ging am Anfang um zwei Urlaubsreisen nach Sylt und einen Besuch beim Oktoberfest im Jahr 2008.
Mehrere Kommentatoren äußerten zu dem Ermittlungsverfahren die Meinung, dass die Ergebnisse der Staatsanwaltschaft in keiner Relation zu dem enormen Aufwand, den enormen Kosten und dem möglichen Delikt stünden. Einige Kommentatoren sehen in einer unverhältnismäßig harten Behandlung Wulffs durch die Staatsanwälte einen Skandal. Auch wurde kritisiert, u. a. von Zeit-Chefredakteur Giovanni di Lorenzo, dass fast jedes Detail aus den Ermittlungen an die Öffentlichkeit drang (vgl. Privatsphäre, Unschuldsvermutung).
Heribert Prantl von der Süddeutschen Zeitung kritisierte, dass dem Ermittlungsexzess ein Skandalisierungsexzess gefolgt sei.
Über die Zulassung der Anklage hat das Landgericht Hannover am 27. August 2013 entschieden. Demnach sollte das Hauptverfahren wegen des Besuchs beim Oktoberfest 2008 am 1. November 2013 in Hannover beginnen.
Das Gericht spricht in seinem (mit 14 Seiten außergewöhnlich langen) Eröffnungsbeschluss von einem „Grenzfall“.
Der Eröffnungsbeschluss weicht von der Anklageschrift ab: Die Anklage der Staatsanwaltschaft, auf „Bestechung und Bestechlichkeit“ lautend, wurde auf den Vorwurf der Vorteilsgewährung und Vorteilsnahme reduziert, entsprechend den ursprünglichen Ermittlungen.
Vorteilsannahme ist in der Geltung und im Strafmaß zwar ein minderes Vergehen, für den Angeklagten impliziert dies möglicherweise Nachteile: Bei der Bestechlichkeit hätte das Gericht eine konkrete Unrechtsvereinbarung nachweisen müssen (was den Ermittlern in den Augen des Gerichts nicht hinreichend gelang). Bei dem Vorwurf der Vorteilsannahme geht es zur Beurteilung einer Strafbarkeit um das gesamte Umfeld und die Persönlichkeit des Angeklagten, was die hohe Zahl von Zeugen erklärt. Schutzzweck des § 331 StGB ist das Vertrauen der Bürger, dass Amtsträger (oder ein für den öffentlichen Dienst Verpflichteter) nicht käuflich sind.

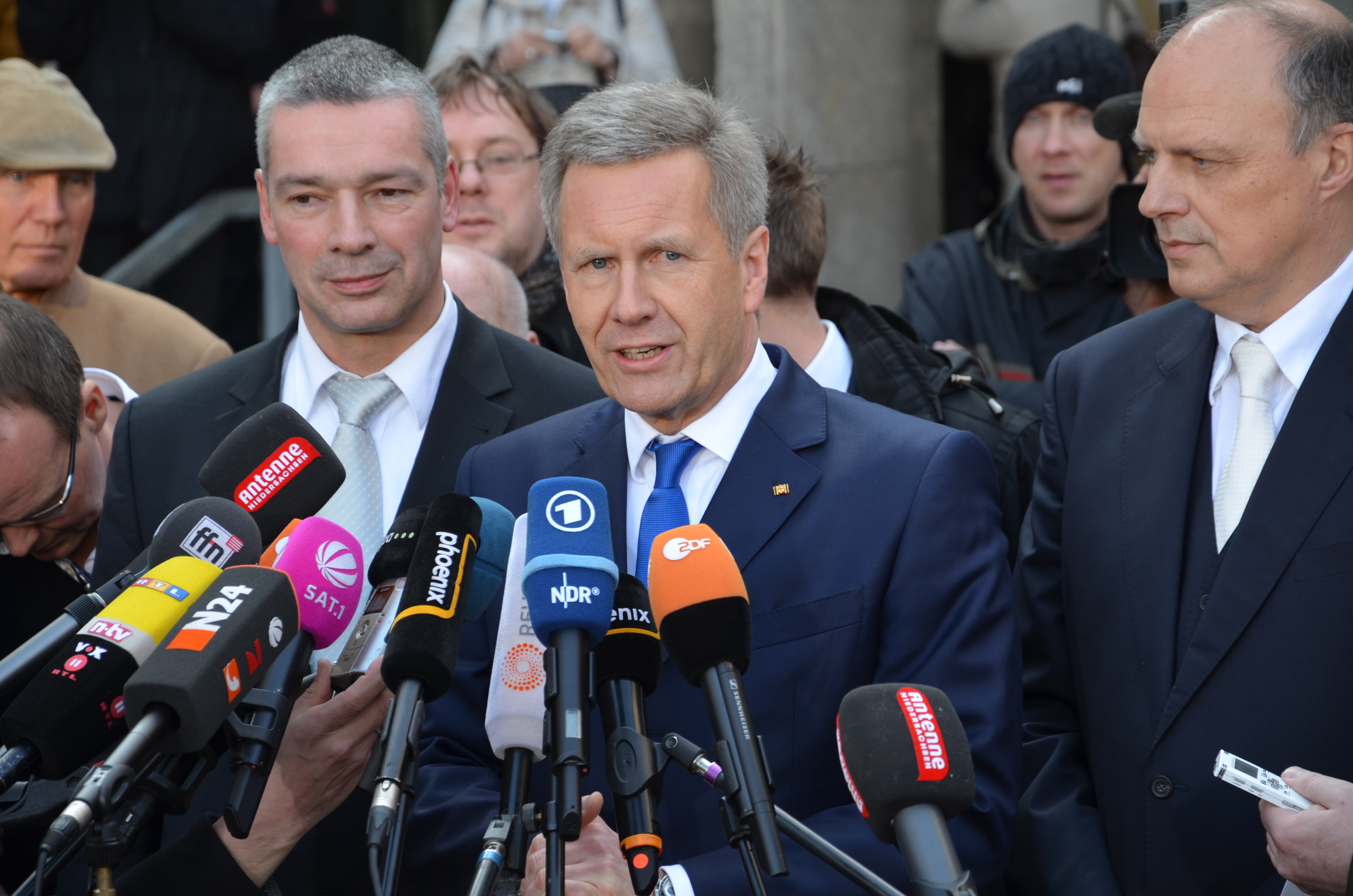
Nach dem Freispruch äußerte sich Bundespräsident a. D. Christian Wulff, hier vor dem Landgericht Hannover mit seinen Verteidigern Bernd Müssig (links) und Michael Nagel, erleichtert darüber, „dass sich … das Recht durchgesetzt hat.“

Für das Verfahren hatte die Zweite große Strafkammer zunächst 22 Verhandlungstage bis zum April 2014 anberaumt und 45 Zeugen geladen, darunter Leibwächter, Hotelpersonal und ehemalige Mitarbeiter der niedersächsischen Staatskanzlei, weitere Zeugen sowie Bettina Wulff. Am 14. November 2013 begann die Hauptverhandlung gegen Wulff und Groenewold vor dem Landgericht Hannover. Wulff gab eine etwa 50 Minuten dauernde persönliche Erklärung ab. Groenewold sagte in seiner Erklärung unter anderem, ihm sei es unangenehm gewesen, dass die Hotelkosten höher gelegen hätten als er, der das Wochenende bei jeweils eigener Kostenübernahme gebucht hatte, es Wulff vorab mitgeteilt hatte. Deshalb habe er einen Teil der Mehrkosten übernommen. Die erfolgte Übernahme eines Teiles des Rechnungsbetrages war nach Aussage des Hotels nicht aus der Rechnung ersichtlich. Wulff habe bei einem kurzen Blick auf seine Rechnung bemerkt, dass die Ausgaben für die Babysitterin fehlten und nach Rückfrage gehört, dass Groenewold das übernommen hatte; das habe er ihm gleich in bar erstattet.
Am 27. Februar 2014 wurde Wulff freigesprochen; zudem erkannte das Gericht ihm für die erlittenen Durchsuchungen eine Entschädigung zu. Groenewold wurde ebenfalls freigesprochen, allerdings wegen einer falschen eidesstattlichen Versicherung verwarnt. Die Staatsanwaltschaft legte gegen das Urteil am 5. März 2014 Revision ein, nahm sie aber am 13. Juni 2014 wieder zurück, womit der Freispruch rechtskräftig ist.

## Kontroversen

### Pogromvergleich

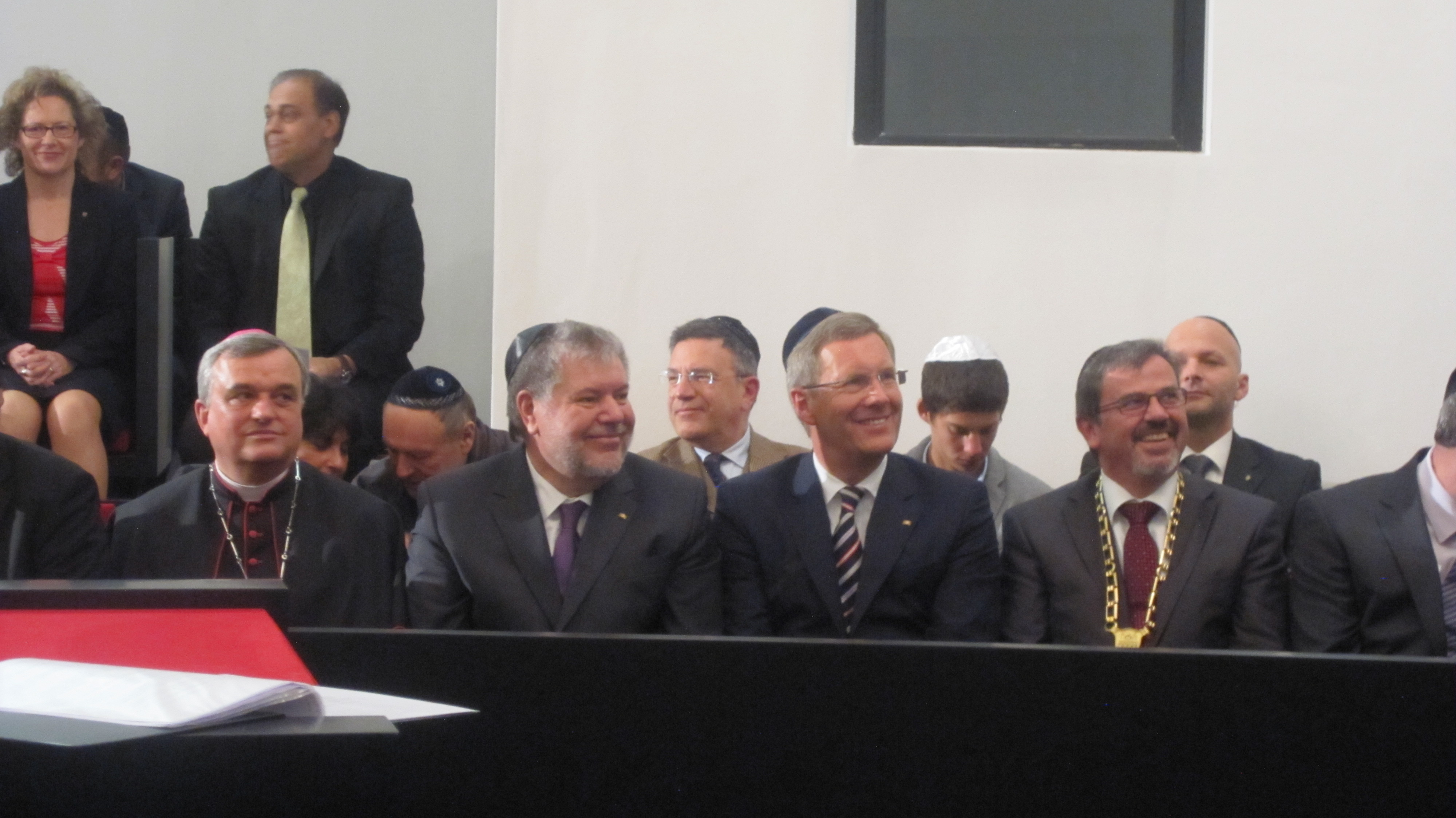
Christian Wulff (3. v. l.) 2011 in der Synagoge von Speyer

Im November 2008 verteidigte Wulff in der N24-Talkshow Studio Friedman hohe Managergehälter mit den Worten „Ich finde, wenn jemand zehntausend Jobs sichert und Millionen an Steuern zahlt, gegen den darf man keine Pogromstimmung verbreiten.“ Auch auf Nachfragen des Moderators der Talkshow distanzierte Wulff sich nicht von seiner Wortwahl. Der Zentralrat der Juden in Deutschland warf Wulff später vor, er habe eine „Brandstifter-Rede“ gehalten. Der Zentralrat unterstellte Wulff fehlendes Geschichtsbewusstsein und legte ihm den Rücktritt nahe.

### Flugticketaffäre
Im Dezember 2009 nahm Wulff für einen Ferienflug mit Air Berlin für sich und seine Familie eine kostenlose Hochstufung („Ticket-Upgrade“) in die (teurere) Businessklasse an. Da laut der Durchführungsverordnung zum niedersächsischen Ministergesetz Mitglieder der Landesregierung nur Geschenke im Wert von bis zu zehn Euro annehmen dürfen, leitete die Staatsanwaltschaft Hannover eine Untersuchung ein, nachdem eine Anzeige bei ihr eingegangen war. Gegenstand der Ermittlungen war die Frage, ob der Straftatbestand der Vorteilsannahme greife. Wulff gab an, seine Frau habe sich im Vorfeld des Fluges mit dem Chef der Fluggesellschaft unterhalten und daraufhin die kostenlose Hochstufung angeboten bekommen. Erst durch eine Nachfrage des Nachrichtenmagazins Der Spiegel sei er sich des objektiven Gesetzesverstoßes bewusst geworden und habe daraufhin den Differenzbetrag an die Fluggesellschaft gezahlt. Auf eine kleine Anfrage der SPD im Niedersächsischen Landtag antwortete die Staatskanzlei, Air Berlin habe von 2005 bis 2009 die Sommerfeste der niedersächsischen Landesvertretung in Berlin jeweils mit 7500 Euro gesponsert; Fördermittel des Landes Niedersachsen seien hingegen nie an die Fluggesellschaft geflossen. Die Untersuchung der Staatsanwaltschaft Hannover ergab, dass „keine zureichenden, tatsächlichen Anhaltspunkte für eine strafrechtlich relevante Vorteilnahme“ vorlagen.
Im Zusammenhang mit den Upgrades wurde auch bekannt, dass Wulff seinen Urlaub in einer Villa des Unternehmers Egon Geerkens verbracht hatte. Dies führte zur Anfrage des Landtags über die geschäftlichen Beziehungen von Wulff zu Geerkens, die mitursächlich für die Wulff-Affäre wurde.

### Automatische Diätenerhöhungen
Am 8. Juni 2010 beschloss der niedersächsische Landtag eine Diätenerhöhung in zwei Stufen (zum 1. Juli 2010 und zum 1. Januar 2011) von Euro 5595 auf Euro 6000, d. h. um 7,2 %, und weitere automatische Erhöhungen ab 2012. Wulff rechtfertigte dies mit den Worten „Der Beruf darf nicht immer unattraktiver werden. Es steht auch Abgeordneten regelmäßig eine angemessene Erhöhung zu.“ Politiker von Grünen und Die Linke bezeichneten diese Diätenerhöhung angesichts hoher Staatsschulden und Sparmaßnahmen als nicht gerechtfertigt. Weiterhin wurde die automatische Erhöhung ab 2012 vom Bund der Steuerzahler als nicht transparent kritisiert und als Versuch angesehen, zukünftige öffentliche Diäten-Debatten zu vermeiden.

### Verbindung zu ProChrist und Arbeitskreis Christlicher Publizisten
Am Tag der Bekanntgabe von Wulffs Kandidatur als Bundespräsident am 3. Juni 2010 begann in den Medien eine kritische Diskussion über sein Amt als Kuratoriumsmitglied der missionarisch-evangelikalen Vereinigung ProChrist. Es wurde argumentiert, dass ein solches Amt nicht mit der geforderten Unabhängigkeit des Bundespräsidenten vereinbar sei. Vom Altbischof der EKD, Wolfgang Huber, wurde Wulffs Mitgliedschaft im Kuratorium von ProChrist verteidigt, da es sich um ein reines Ehrengremium ohne „unmittelbaren Einfluss auf Planung und Gestaltung von ‚ProChrist‘-Veranstaltungen“ handele. Huber wertete die Kritik an Wulffs Kuratoriumsmitgliedschaft als „Parteinahme“ und die an Wulff gerichtete Empfehlung, aus diesem Gremium auszutreten, als „deplaziert und kleinkariert“.
Wulffs Auftreten beim Arbeitskreis Christlicher Publizisten (ACP) mit einem Grußwort im Jahr 2004 und einem Vortrag im Mai 2010 wurde vom Sektenbeauftragten der evangelischen Landeskirche Württemberg Hansjörg Hemminger, der den ACP für eine „Splittergruppe am äußersten rechten Rand des Protestantismus“ hält, als „politisch bedenklich“ bezeichnet. Matthias Drobinski verwies in der Süddeutschen Zeitung jedoch darauf, dass Kultusminister Bernd Althusmann im Juni 2010 vor dem Niedersächsischen Landtag erklärt hatte, dass Wulff als Ministerpräsident beim ACP „vor allem die Ernennung der Sozialministerin Aygül Özkan verteidigt und ‚in der Kruzifixdebatte die Maßstäbe‘ zurechtgerückt“ habe. „Klug ist das nicht, zum Fundi macht das Christian Wulff aber auch nicht“, urteilte Drobinski, der die Kritik an Wulffs Verbindung zu ProChrist und ACP „dem linken und religionskritischen Spektrum“ zuschrieb.

## Sonstiges

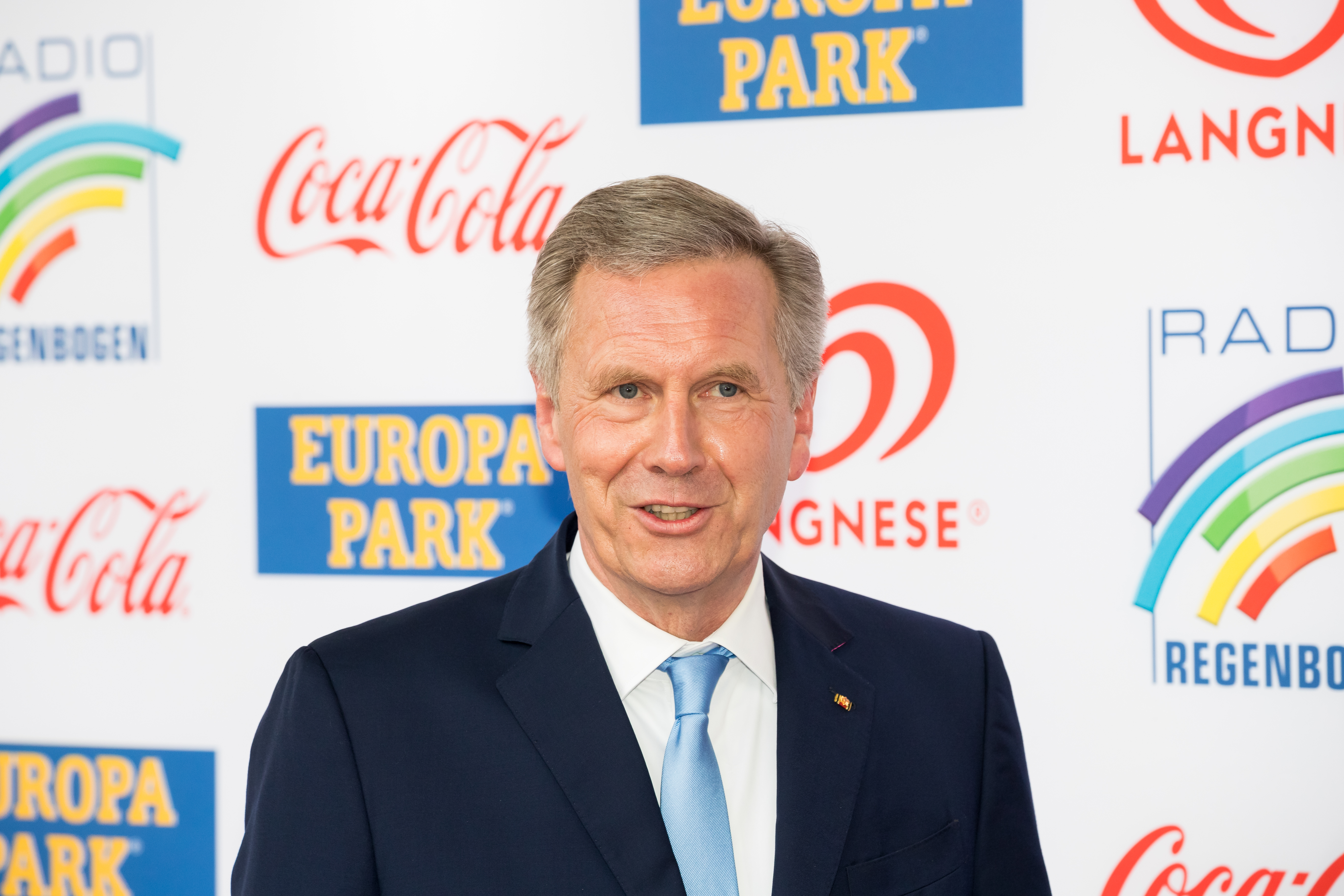
Christian Wulff beim Radio Regenbogen Award 2019

Als seinen „politischen Ziehvater“ bezeichnete er Werner Remmers, einen „der profiliertesten Köpfe des politischen Katholizismus in den 1980er und 1990er Jahren“.
Wie Wulff sind auch zwei weitere Hauptbeteiligte der Wulff-Affäre, der Chefredakteur der Bild-Zeitung Kai Diekmann und der Vorstandsvorsitzende der Axel Springer AG Mathias Döpfner, Absolventen des Young-Leader-Programmes der Atlantik-Brücke.
Wulff hatte einen Gastauftritt in dem Fernsehfilm Mein alter Freund Fritz (ZDF, 2007; Buch und Regie: Dieter Wedel; mit Ulrich Tukur, Veronica Ferres, Maximilian Brückner und Uwe Bohm), in dem er sich selbst als Ministerpräsident spielte, der eine Rede anlässlich einer Klinikeröffnung hält.
Wulff ist mit dem Unternehmer Carsten Maschmeyer befreundet. Maschmeyer gehörte zu den Gästen bei Wulffs Hochzeit im Jahr 2008. Wulff hielt zudem 2009 die Laudatio, als Maschmeyer (der zuvor eine Professur am Institut für Psychologie mit einer Spende von 500.000 Euro gefördert hatte) von der Universität Hildesheim die Ehrendoktorwürde verliehen wurde.
Wulff ist Ehrenmitglied im Rotary Club Hannover-Leineschloß.
Das Verb „wulffen“ 2012 erreichte Platz vier bei der Wahl zum Jugendwort des Jahres. Es wurde als „jemandem die Mailbox vollquatschen“ oder „auf Kosten anderer leben“ wiedergegeben, bürgerte sich jedoch nicht ein.
Am 25. Februar 2014 strahlte Sat.1 das „Dokudrama“ Der Rücktritt von Nico Hofmann über die letzten 68 Tage Wulffs als Bundespräsident aus.
Am 10. Juni 2014 stellte Wulff sein Buch Ganz oben Ganz unten im Rahmen einer Pressekonferenz vor. Er schreibt darin über die Zeit zwischen seinem Rücktritt als Bundespräsident und dem Ende seines Prozesses. Wulff prangerte ein „Abhängigkeitsverhältnis zwischen Medien und Justiz“ an und äußerte, sein Fall dürfe „sich in dieser Weise in … [Deutschland] nicht wiederholen“. Das Buch lag nach seiner Veröffentlichung in den einschlägigen Bestseller-Listen im Bereich Sachbuch auf Platz eins.

## Schriften

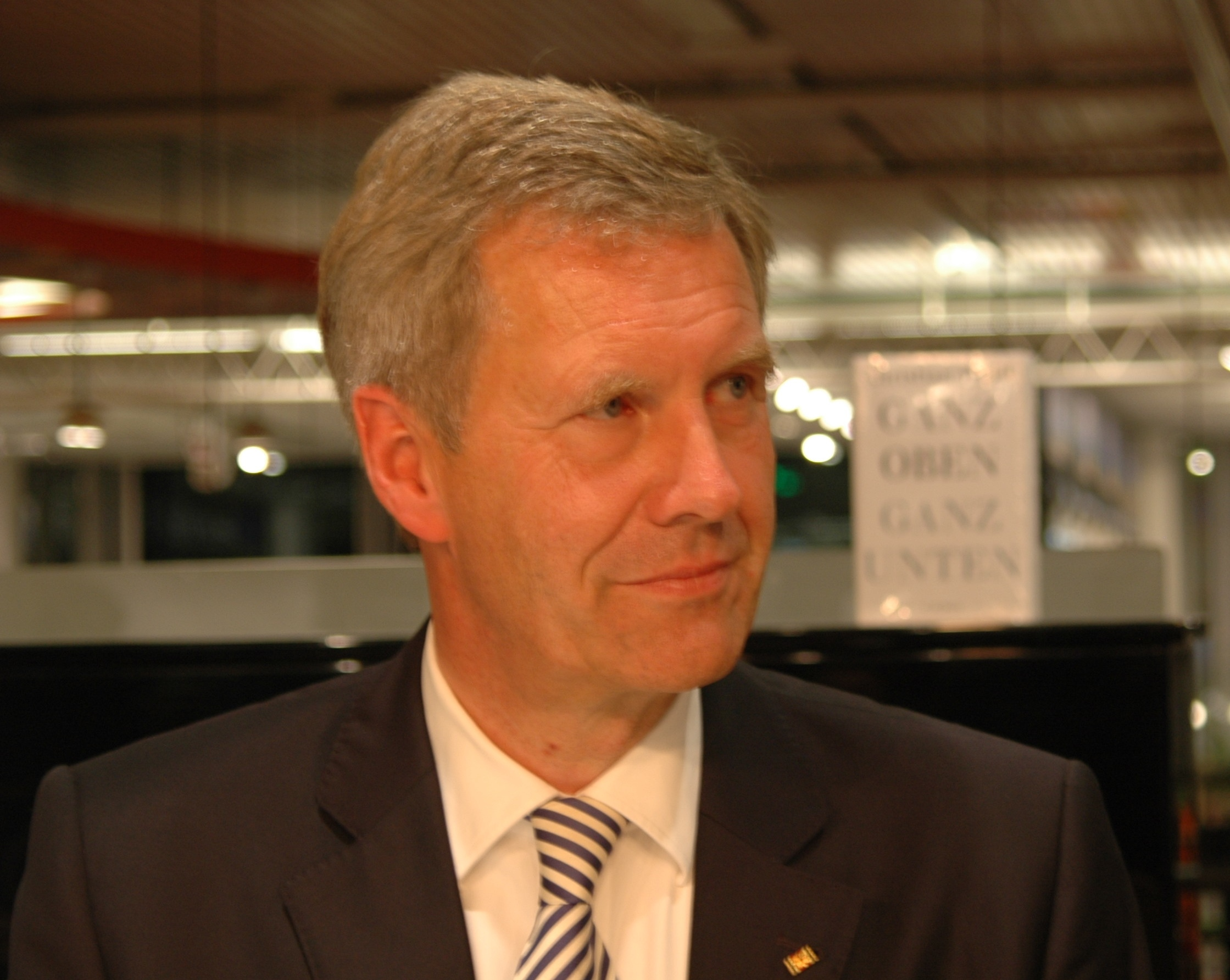
Buchvorstellung in Köln (2014)

- Christian Wulff: Religion als Standortfaktor. In: Joachim Rogosch (Hrsg.): Wie christlich ist die CDU? Leipzig 1999, ISBN 3-7462-1335-5, S. 32–41.
- Christian Wulff: Besser die Wahrheit. Ein Gespräch mit Hugo Müller-Vogg. Hoffmann und Campe, Hamburg 2007, ISBN 978-3-455-50046-2.
- Christian Wulff: Ganz oben, ganz unten. C. H. Beck, München 2014, ISBN 978-3-406-67200-2.